# Камила (фильм)
«Камила» (исп. Camila) — фильм режиссёра Марии Луисы Бемберг. Историческая драма на основе биографии молодой аргентинской аристократки Камилы О’Горман первой половины XIX века. Картина была номинирована на премию «Оскар» как лучший фильм на иностранном языке в 1985 году.

## В ролях
- Сусу Пекораро — Камила О’Горман
- Иманоль Ариас — Ладислао Гутьеррес
- Эктор Альтерио — Адольфо О’Горман
- Елена Тасисто — Хуакина О’Горман
- Карлос Муньос — монсеньор Элортондо
- Эктор Пеллегрини — комендант
- Борис Рубайя — Игнасио

## Сюжет
Конец 1840-х годов. Семья потомственных аргентинских землевладельцев ирландско-испанских корней О’Горманов поддерживают правящий режим диктатора Хуана Мануэля де Росаса. Их дочь — двадцатилетняя Камила против воли помолвлена с Игнасио. Её протест выражается в постоянной конфронтации с родителями. Однажды на исповеди она влюбляется в иезуитского священника Ладислао. После духовной борьбы он уступает ей и своим плотским желаниям. Пара тайно уезжает в другую провинцию, где Ладислао выдаёт себя за учителя, продолжая терзаться между любовью и долгом пастыря. Могущественные О’Горманы настигают их, а отец Камилы, несмотря на уговоры других членов семьи, лично пишет президенту Росасу прошение о казни дочери. Просьбу поддерживают церковные иерархи, жаждущие крови отступника. Диктатор выносит решение о расстреле без «излишних» судебных разбирательств, невзирая на то, что Камила находится на последних сроках беременности. Приговор приводят в исполнение. За кадром слышен диалог соединившихся душ влюблённых.

## Награды
- Победа в номинации Лучшая актриса (Пекораро) на международных кинофестивалях в Гаване и в Карловых Варах, номинация на премию «Оскар» как Лучший фильм на иностранном языке в 1985 году.

## Критика
- Эмануил Леви, профессор искусствоведения, обозреватель Variety: «Несмотря на внешние атрибуты мелодрамы — а это ещё одна версия любовного четырёхугольника или побега влюблённых, — этот интригующий фильм хорошо срежиссирован Марией Луисой Бемберг»[1].
- The New York Times: «„Камила“ у Марии Луисы Бемберг — удивительно строгая и не сентиментальная мелодрама, с очень мягкой экспозицией и звуковым рядом, предрекающим ужасные грядущие события. „Камила“ не душещипательная история, но чрезвычайно мрачная комедия нравов, которая утверждает с очевидной простотой: „Это было вот так“»[2].